# Egodi Uchendu
Egodi Uchendu ist eine nigerianische Professorin für Geschichte und Internationale Studien.

## Biographie
Egodi Uchendu ist Professorin für Geschichte und Leiterin des Centre for Policy Studies and Research an der University of Nigeria (UNN) in Nsukka im Bundesstaat Enugu im Südosten Nigerias, der ersten von Einheimischen gegründeten und geführten Universität des Landes. Ihre Forschungen drehen sich um Studien von Geschlechterrollen, um gewaltsame Konflikte in Afrika und Konversionen zum Islam in Ostnigeria.
Im Laufe ihrer akademischen Laufbahn erhielt Uchendu Forschungsstipendien von verschiedenen Institutionen, wie etwa dem Fulbright-Programm, der Leventis Foundation, des Council for the Development of Social Science Research in Africa (CODESRIA) sowie der National Universities Commission. Sie ist Georg-Forster-Forschungsstipendiatin der Alexander-von-Humboldt-Stiftung am Zentrum Moderner Orient in Berlin. 2017 war sie Empfängerin des Wangari Maathai Award for Innovative Scholarship and Leadership von der University of Texas at Austin. Sie war Mitglied des Präsidialkomitees zur Überprüfung der nationalen Verteidigungspolitik Nigerias (2015), von 2010 bis 2014 Vizepräsidentin der Fulbright Alumni Association of Nigeria sowie von 2013 bis 2018 Vizepräsidentin der Historischen Gesellschaft von Nigeria. Seit 2014 ist sie Herausgeberin des Journal of the Historical Society of Nigeria, zudem beratendes Mitglied des Resolve Network, einer US-amerikanischen Initiative zur Bekämpfung von gewalttätigem Extremismus.
2019 organisierte Uchendu eine Konferenz mit Wissenschaftlern und Anhängern von Hexerei zur kritischen Auseinandersetzung mit Hexerei, an die noch viele Menschen in Nigeria glauben. Nach Protesten von christlichen Gruppen wurde die Konferenz, die ursprünglich International Conference on Witchcraft heißen sollte, in International and Interdisciplinary Conference: Dimensions of Human Behaviour umbenannt, damit sie stattfinden konnte.

## Familie
Egodi Uchendu ist verheiratet mit Chukwuka Uchendu, Professor für Veterinär-Physiologie an derselben Universität. Das Ehepaar hat mehrere Kinder.

## Publikationen (Auswahl)

### Als Autorin
- Women And Conflict In The Nigerian Civil War. Africa World Press, 2007, ISBN 978-1-59221-473-0 (englisch).
- Dawn for Islam in Eastern Nigeria: A History of the Arrival of Islam in Igboland (= Islamkundliche Untersuchungen. Band 303). Klaus Schwarz, Berlin 2010, ISBN 978-3-87997-383-5 (englisch).
- Islam in the Niger Delta 1890–2017: A Synthesis of the Accounts of Indigenes and Migrants (= Studies on Modern Orient. Band 32). Klaus Schwarz, Berlin 2018, ISBN 978-3-87997-487-0 (englisch).

### Als Herausgeberin
- Mit Ada Uzoamaka Azodo (Hrsg.): Gender and sexuality in African literature and film. Africa World Press, Trenton, NJ 2006, ISBN 978-1-59221-469-3. Darin als Autorin S. 141–154: Kapitel 8, Woman-Woman Marriage in Igboland.